# Len Chappell
Leonard R. "Len" Chappell (Portage, Pensilvania; 31 de enero de 1941-12 de julio de 2018) fue un baloncestista estadounidense que jugó durante 9 temporadas en la NBA, en 8 equipos diferentes, y una en la ABA, en los Dallas Chaparrals, ya en el último año de su carrera profesional. Con 2,03 metros de altura, jugaba en la posición de ala-pívot. Fue una vez All-Star.

## Trayectoria deportiva

### Universidad
Jugó durante cuatro temporadas con los Demon Deacons de la Universidad de Wake Forest, siendo elegido en dos ocasiones consecutivas,1961 y 1962 como Baloncestista del Año de la Atlantic Coast Conference, algo que a lo largo de la historia solamente han conseguido otros tres jugadores: Larry Miller, Tommy Burleson y J.J. Redick. En el total de su carrera universitaria promedió 24,9 puntos y 13,9 rebotes por partido. Llevó a los Deacons a la Final Four en 1962. Fue nombrado All-American en 1961 y 1962, y fue el líder de anotación de la historia de la ACC hasta que fue superado por J. J. Redick en 2006. En 2008 fue nombrado "Leyenda de la ACC".

### Profesional
Fue elegido en la cuarta posición del Draft de la NBA de 1962 por Syracuse Nationals, donde en su primer año no contó en exceso para su entrenador. Nada más comenzada la temporada siguiente fue traspasado a New York Knicks, donde jugó su mejor campaña, promediando 17,1 puntos y 9,8 rebotes, lo que le hizo ganarse un puesto en el All-Star de 1964. Jugó dos temporadas más en los Knicks, pero mermado por las lesiones, su aportación fue cada vez menor.
En la temporada 1966-67 fue traspasado a Chicago Bulls, iniciando un carrusel de cambios de equipo casi anuales, que le llevó a jugar consecutivamente en Cincinnati Royals, Detroit Pistons, Milwaukee Bucks, Cleveland Cavaliers y Atlanta Hawks, en tan solo cuatro años de competición. En 1971, ya en el ocaso de su carrera, decidió probar suerte en la extinta liga ABA, en los Dallas Chaparrals, donde jugó su última temporada como profesional. En el total de su carrera promedió 9,3 puntos y 5,1 rebotes por partido.

## Estadísticas
| Estadísticas de LEN CHAPPELL (Liga Regular) |      |                     |      |     |     |      |     |      |      |     |     |     |     |     |      |       |        |     |      |     |     |     |     |      |
| Temporada                                   | Edad | Equipo              | Liga | P   | TIT | MIN  | TC  | TCA  | %TC  | 3P  | 3PA | %3P | TL  | TLA | %TL  | R.OF. | R.DEF. | REB | ASIS | ROB | TAP | PER | FP  | PTS  |
| 1962-63                                     | 22   | Syracuse Nationals  | NBA  | 80  |     | 15.5 | 3.5 | 7.6  | .465 |     |     |     | 1.9 | 3.0 | .622 |       |        | 5.8 | 0.7  |     |     |     | 2.1 | 8.9  |
| 1963-64                                     | 23   | TOTAL               | NBA  | 79  |     | 31.7 | 6.7 | 15.0 | .448 |     |     |     | 3.6 | 5.1 | .715 |       |        | 9.8 | 1.1  |     |     |     | 2.7 | 17.1 |
| 1963-64                                     | 23   | Philadelphia 76ers  | NBA  | 1   |     | 16.0 | 0.0 | 2.0  | .000 |     |     |     | 1.0 | 2.0 | .500 |       |        | 4.0 | 0.0  |     |     |     | 2.0 | 1.0  |
| 1963-64                                     | 23   | New York Knicks     | NBA  | 78  |     | 31.9 | 6.8 | 15.2 | .449 |     |     |     | 3.7 | 5.1 | .716 |       |        | 9.8 | 1.1  |     |     |     | 2.7 | 17.3 |
| 1964-65                                     | 24   | New York Knicks     | NBA  | 43  |     | 15.2 | 3.4 | 8.5  | .395 |     |     |     | 1.6 | 2.3 | .680 |       |        | 3.3 | 0.3  |     |     |     | 1.7 | 8.3  |
| 1965-66                                     | 25   | New York Knicks     | NBA  | 46  |     | 11.8 | 2.2 | 5.2  | .420 |     |     |     | 1.0 | 1.7 | .590 |       |        | 2.8 | 0.6  |     |     |     | 1.4 | 5.3  |
| 1966-67                                     | 26   | TOTAL               | NBA  | 73  |     | 9.7  | 1.8 | 4.3  | .422 |     |     |     | 0.7 | 1.1 | .654 |       |        | 2.6 | 0.5  |     |     |     | 1.4 | 4.3  |
| 1966-67                                     | 26   | Chicago Bulls       | NBA  | 19  |     | 9.4  | 2.1 | 4.7  | .449 |     |     |     | 0.7 | 1.1 | .667 |       |        | 2.0 | 0.6  |     |     |     | 1.6 | 4.9  |
| 1966-67                                     | 26   | Cincinnati Royals   | NBA  | 54  |     | 9.8  | 1.7 | 4.1  | .411 |     |     |     | 0.7 | 1.1 | .650 |       |        | 2.8 | 0.4  |     |     |     | 1.4 | 4.1  |
| 1967-68                                     | 27   | TOTAL               | NBA  | 67  |     | 15.9 | 3.5 | 6.8  | .513 |     |     |     | 2.1 | 2.9 | .711 |       |        | 5.4 | 0.8  |     |     |     | 1.8 | 9.1  |
| 1967-68                                     | 27   | Cincinnati Royals   | NBA  | 10  |     | 6.5  | 1.5 | 3.0  | .500 |     |     |     | 0.8 | 1.0 | .800 |       |        | 1.5 | 0.5  |     |     |     | 0.6 | 3.8  |
| 1967-68                                     | 27   | Detroit Pistons     | NBA  | 57  |     | 17.5 | 3.9 | 7.5  | .514 |     |     |     | 2.3 | 3.2 | .707 |       |        | 6.1 | 0.8  |     |     |     | 2.0 | 10.0 |
| 1968-69                                     | 28   | Milwaukee Bucks     | NBA  | 80  |     | 27.6 | 5.7 | 12.6 | .454 |     |     |     | 3.1 | 4.2 | .737 |       |        | 8.0 | 1.2  |     |     |     | 3.1 | 14.6 |
| 1967-70                                     | 29   | Milwaukee Bucks     | NBA  | 75  |     | 15.1 | 3.2 | 7.0  | .465 |     |     |     | 1.8 | 2.8 | .640 |       |        | 3.7 | 0.7  |     |     |     | 1.7 | 8.3  |
| 1970-71                                     | 30   | TOTAL               | NBA  | 48  |     | 11.2 | 1.8 | 4.1  | .432 |     |     |     | 1.5 | 1.8 | .807 |       |        | 3.1 | 0.4  |     |     |     | 1.5 | 5.1  |
| 1970-71                                     | 30   | Cleveland Cavaliers | NBA  | 6   |     | 14.3 | 2.5 | 6.3  | .395 |     |     |     | 1.8 | 2.3 | .786 |       |        | 3.0 | 0.2  |     |     |     | 1.5 | 6.8  |
| 1970-71                                     | 30   | Atlanta Hawks       | NBA  | 42  |     | 10.7 | 1.7 | 3.8  | .441 |     |     |     | 1.4 | 1.8 | .811 |       |        | 3.2 | 0.4  |     |     |     | 1.5 | 4.8  |
| 1971-72                                     | 31   | Dallas Chaparrals   | ABA  | 79  |     | 17.8 | 2.9 | 6.5  | .452 | 0.0 | 0.0 |     | 1.8 | 2.4 | .746 | 1.8   | 2.2    | 4.0 | 0.9  |     |     | 0.8 | 2.0 | 7.7  |
| TOTALES                                     |      |                     | TOT  | 670 |     | 17.9 | 3.6 | 8.1  | .452 | 0.0 | 0.0 |     | 2.0 | 2.9 | .697 | 1.8   | 2.2    | 5.1 | 0.8  |     |     | 0.8 | 2.0 | 9.3  |
|                                             |      |                     | NBA  | 591 |     | 17.9 | 3.7 | 8.3  | .452 |     |     |     | 2.0 | 2.9 | .691 |       |        | 5.3 | 0.7  |     |     |     | 2.0 | 9.5  |
|                                             |      |                     | ABA  | 79  |     | 17.8 | 2.9 | 6.5  | .452 | 0.0 | 0.0 |     | 1.8 | 2.4 | .746 | 1.8   | 2.2    | 4.0 | 0.9  |     |     | 0.8 | 2.0 | 7.7  |

| Estadísticas de LEN CHAPPELL (Playoffs) |      |                    |      |    |     |     |     |     |    |     |    |       |     |      |     |     |     |    |     |      |     |      |      |     |     |     |
| Temporada                               | Edad | Equipo             | Liga | P  | MIN | TCA | TC  | 3PA | 3P | TLA | TL | R.OF. | REB | ASIS | ROB | TAP | PER | FP | PTS | %TC  | %3P | %FT  | MIN  | PTS | REB | AST |
| 1962-63                                 | 22   | Syracuse Nationals | NBA  | 4  | 53  | 4   | 21  |     |    | 13  | 16 |       | 18  | 3    |     |     |     | 7  | 21  | .190 |     | .813 | 13.3 | 5.3 | 4.5 | 0.8 |
| 1966-67                                 | 26   | Cincinnati Royals  | NBA  | 4  | 66  | 10  | 27  |     |    | 2   | 4  |       | 13  | 9    |     |     |     | 14 | 22  | .370 |     | .500 | 16.5 | 5.5 | 3.3 | 2.3 |
| 1967-68                                 | 27   | Detroit Pistons    | NBA  | 5  | 21  | 2   | 7   |     |    | 3   | 6  |       | 12  | 0    |     |     |     | 3  | 7   | .286 |     | .500 | 4.2  | 1.4 | 2.4 | 0.0 |
| 1969-70                                 | 29   | Milwaukee Bucks    | NBA  | 9  | 133 | 28  | 50  |     |    | 13  | 19 |       | 26  | 5    |     |     |     | 10 | 69  | .560 |     | .684 | 14.8 | 7.7 | 2.9 | 0.6 |
| 1971-72                                 | 31   | Dallas Chaparrals  | ABA  | 4  | 89  | 12  | 24  | 0   | 0  | 5   | 8  |       | 18  | 3    |     |     | 3   | 13 | 29  | .500 |     | .625 | 22.3 | 7.3 | 4.5 | 0.8 |
| TOTALES                                 |      |                    | TOT  | 26 | 362 | 56  | 129 | 0   | 0  | 36  | 53 |       | 87  | 20   |     |     | 3   | 47 | 148 | .434 |     | .679 | 13.9 | 5.7 | 3.3 | 0.8 |
|                                         |      |                    | NBA  | 22 | 273 | 44  | 105 |     |    | 31  | 45 |       | 69  | 17   |     |     |     | 34 | 119 | .419 |     | .689 | 12.4 | 5.4 | 3.1 | 0.8 |
|                                         |      |                    | ABA  | 4  | 89  | 12  | 24  | 0   | 0  | 5   | 8  |       | 18  | 3    |     |     | 3   | 13 | 29  | .500 |     | .625 | 22.3 | 7.3 | 4.5 | 0.8 |